# 13 octobre dans les chemins de fer
13 septembre 13 novembre
Chronologies thématiques
- Croisades
- Sports
- Disney

Cette page concerne les événements qui se sont déroulés un 13 octobre dans les chemins de fer.

## Événements

### XIXesiècle
- x

### XXesiècle
- France, le 13 octobre 1989 le Premier ministre Michel Rocard annonce la réalisation des projets Éole et Meteor du métro de Paris.

### XXIesiècle
- x

## Naissances
- x

## Décès
- x